# Fred Williamson
Robert Frederick "Fred" Williamson ( 5 de março de 1938) é um ator e ex-jogador de Futebol Americano estadunidense.

## Filmografia
- M*A*S*H (1970)
- Tell Me That You Love Me, Junie Moon (1970)
- Hammer (1972)
- The Legend of Nigger Charley (1972)
- The Soul of Nigger Charley (1973)
- Black Caesar (1973)
- Hell Up in Harlem 1973)
- That Man Bolt (1973)
- Three the Hard Way (1974)
- Black Eye (1974)
- Mean Johnny Barrows (1974)
- Crazy Joe (1974)
- Three Tough Guys (1974)
- Bucktown (1975)
- Take a Hard Ride (1975)
- Boss Nigger (1975)
- Adiós Amigo (1976)
- Death Journey (1976)
- Joshua (1976)
- No Way Back (1976)
- Mr. Mean (1977)
- The Inglorious Bastards (1977)
- Blind Rage (1978)
- Fist of Fear, Touch of Death (1980)
- The New Barbarians (1983)
- 1990: The Bronx Warriors (1982)
- One Down,Two To Go (1982)
- Vigilante (1983)
- Warrior of the Lost World (1983)
- Deadly Impact (1984)
- White Fire (1985)
- Fox Trap (1986)
- Black Cobra (1987)
- The Messenger (1987)
- Black Cobra 2 (1988)
- Black Cobra 3 (1990)
- Three Days to a Kill (1991) ... Cal
- South Beach (1993)
- From Dusk Till Dawn (1996)
- Original Gangstas (1996)
- Ride (1998)
- Carmen: A Hip Hopera (made for TV) (2001)
- Starsky & Hutch (2004)
- Interpolated! (2006)
- Resist Evil Part Two: God is Missing! Let us Quest for God! (2008)
- Resist Evil Part Three: Don't Stop or We'll Die (2008)
- Blending some Green Part 1 (2008)
- Spaced Out (2009)
- Zombie Apocalypse: Redemption (2010)
- Last Ounce of Courage (2012)